# Jean Gachassin
Jean Gachassin, přezdívaný Peter Pan (* 23. prosince 1941 Bagnères-de-Bigorre, Hautes-Pyrénées) je francouzský sportovní funkcionář a bývalý reprezentant v ragby. V letech 2009–2017 působil ve funkci prezidenta francouzské tenisové federace Fédération Française de tennis, kde vystřídal Christiana Bîmese. V únoru 2017 jej nahradil Bernard Giudicelli.
Během aktivní ragbyové kariéry hrál většinou na pozici křídla. Objevoval se také na místě útokové spojky, centra a zadáka. Prošel profesionálními kluby FC Lourdes (1967-1972) a Stade Bagnérais (1972-1978). V letech 1961–1969 nastupoval za francouzské reprezentační družstvo, za nějž odehrál třicet dva utkání. V roce 1968 byl součástí výběru, který vyhrál Grand Slam Pěti národů.
Bibliografie
- Jean Gachassin: Le rugby est une fête. Solar, 1969.
- Jean Gachassin: Lux, Dourthe, Maso, Trillo, Carré d’as du rugby. Solar, 1970.
- Jean Gachassin: Le rugby des villages. Les éditeurs français réunis, 1974.